# Љиљана Благојевић (новинар)
Љиљана Благојевић (Чапљина, 1954) познати је југословенски, српски и црногорски радиотелевизијски новинар, водитељ, уредник и чувени спикер РТВ Сарајево.

## Биографија
Љиљана Љиља Благојевић (рођена Павловић) рођена је у Чапљини 1954. године, од оца који је био војно лице у Горажду, родом из Плужина, и мајке католкиње (рођене Милановић), која је била родом из Чапљине, а која је приликом посјете свом брату у Горажду упознала Љиљаниног оца. Љиљана је одрастала у Горажду и у родном селу њене мајке, надомак Чапљине, скупа са баком, теткама и ујацима. Прије Другог свјетског рата, њен дјед по мајци Мартин Милановић био је главар Неретванског округа и нестао је пред рат. Из дјетињства посебно памти дрво кошћеле испод којег је био сто, за којим се ручало, за којим се славило и дочекивали се гости. Њени Павловићи су поријеклом из Мораче. Након што се 1980-их њен отац пензионисао, родитељи су јој се преселили у Бар и она им је често долазила у посјету, као што је често посјећивала и очев крај, што ју је опредијелило да се касније досели у Црну Гору.
Средњу школу завршила је у Горажду, а након тога, студирала је на три факултета. Након завршене средње школе, 1972. године, добија позив да се запосли на Радио Горажду, што је и прихватила. Први хонорар добила је на фестивалу народне музике са тромеђе БиХ, Црне Горе и Србије „Глас Лима”. На Радио Горажду радила је као спикер, новинар и реализатор. Након рада на Радио Горажду, конкурише за спикера и одлази на аудицију коју је организовала Радио-телевизија Сарајево и, међу 3000 пријављених (међу којима су били и Мирјана Јанчић, Ринко Голубовић, Душко Ољача), улази у ужи избор, а потом бива и примљена, прво на Радио Сарајево, а потом и на Телевизију Сарајево. У то вријеме, лектор јој је био Велибор Остојић, који је сматран једним од најбољих лектора на простору бивше Југославије. Рад на Радио-телевизији Сарајево сматра најљепшим годинама свог живота и свог радног вијека. Јавност у бившој Југославији памтиће је, уз Радинку Марковић Капетановић, као једну од најбољих жена спикера Телевизије Сарајево. Бавила се и едукацијом младих, студената журналистике.
Почетком Одбрамбено-отаџбинског рата, у априлу 1992. године, излази из Сарајева и одлази у Подгорицу, гдје се запошљава као спикер на Телевизији Црне Горе. Осим као спикер, радила је и као водитељ и уредник. Једно вријеме радила је на Телевизији ИН.
У пензију је отишла 2021. године, са 45,5 година радног стажа и 67 година живота.
Током свог радног вијека радила је као спикер на радију и телевизији, као спикер ТВ дневника, имала је ауторске емисије (међу којима емисија „Петком у 22” на ТВЦГ 3 и документарни серијал о Кини), била је водитељ различитих музичких фестивала (Пјесма Медитерана и Сунчане скале) и осталих програма и манифестација. Такође је синхронизовала велики број образовних и документарних емисија, као и већи број књига за слабовиде и слијепе особе.
Са супругом Новаком, који је преминуо 2013. године, добила је ћерку Јелену и ћерку Ивону, која је била уредница, новинар и водитељ на РТЦГ, а потом уредница на ТВ Адриа, те унучад Марију, Милоша, Матеу и Андреја.